# Grupa Salatynów

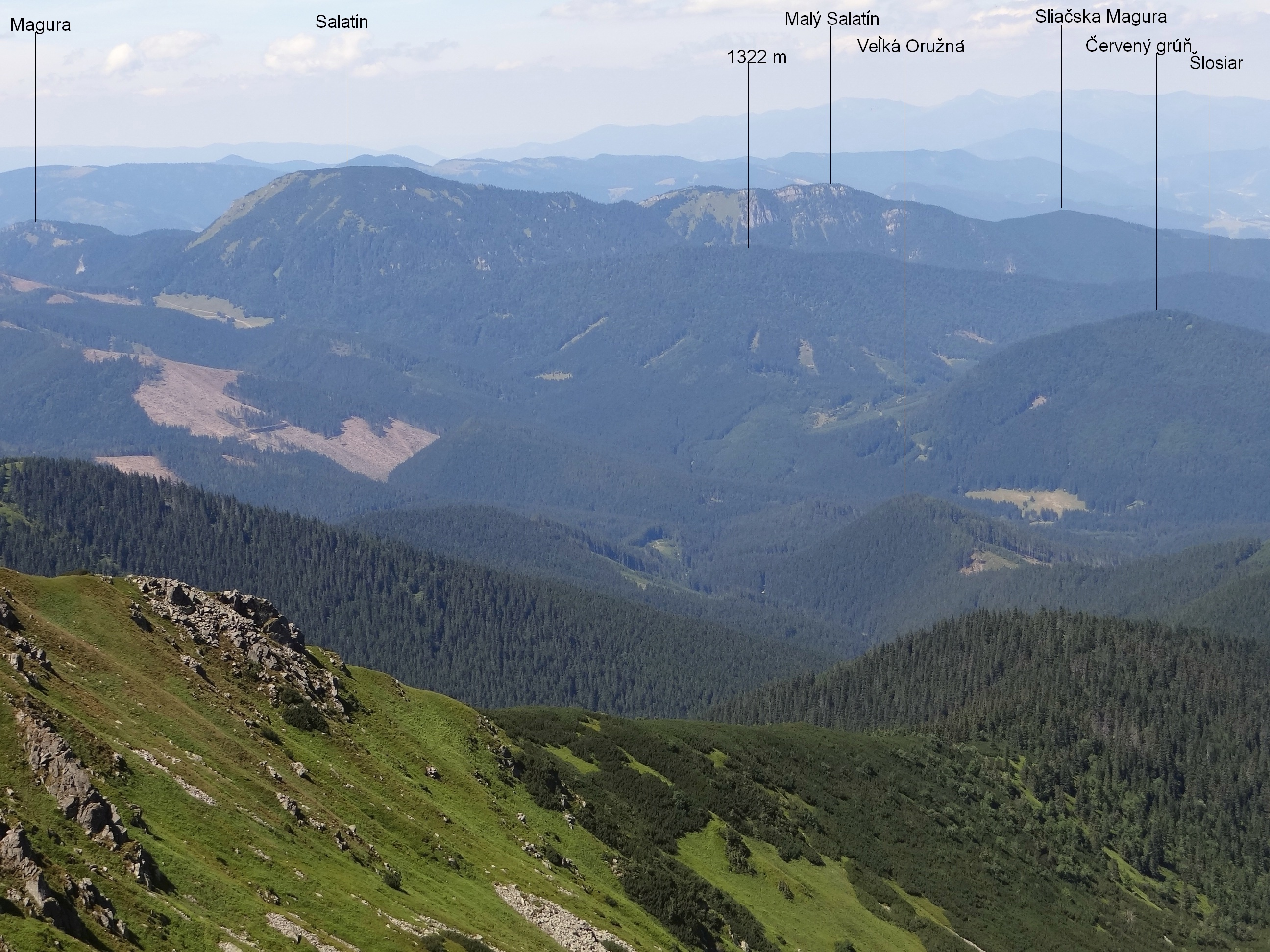

Grupa Salatynów (słow. Salatíny) – północno-zachodnia część Niżnych Tatr na Słowacji, zaliczana do tzw. Ďumbierskich Tatr. Najwyższym szczytem jest Salatín (1630 m). Grupa składa się ze skomplikowanego układu grzbietów i dolin, z których największe to Ľupčianska dolina i Dolina Ludrowska (słow. Ludrová dolina). Znajduje się w oddali od głównej grani Niżnych Tatr, na południu oddziela ją od tej grani Lúžňanská kotlina i przełęcz Prievalec. Na północy wzniesienia Grupy Salatynów opadają do Kotliny Liptowskiej, na zachodzie do doliny rzeki Revúca oddzielającej je od Wielkiej Fatry, na wschodzie za granicę można przyjąć Lupczańską Dolinę. 
Grupa zbudowana jest z różnorodnych mezozoicznych skał osadowych, zarówno węglanowych (wapienie, dolomity i margle) jak i innych (piaskowce, łupki ilaste). Na podłożu węglanowym wykształcił się zespół zjawisk z typowymi dla tego rodzaju skał formami krasowymi; jaskiniami, lejami krasowymi, wywierzyskami, różnorodnymi formami skalnymi, wąwozami i in. Największe skupisko jaskiń znajduje się w wąwozie Hučiaky. Typowe dla podłoża wapiennego jest zanikanie wody w porowatym podłożu, z tego też powodu górne partie grzbietów są zazwyczaj bezwodne. W Grupie Salatynów znajduje się najwyższy w całych Niżnych Tatrach wodospad – Brankovský vodopad. Występują także źródła wód mineralnych, a u północnych podnóży trawertyny, np. Sliačske travertíny.
Środkowa część Grupy Salatynów włączona została w obręb Parku Narodowego Niżne Tatry, ponadto wydzielono w nim duży obszar ochrony ścisłej – rezerwat Salatín i mniejszy – rezerwat Brankovský vodopad. W grupie wyznakowano kilka szlaków turystyki pieszej, w tym na najwyższy szczyt, Salatyn.